# ایندن
ایندن (به انگلیسی: Indene) با فرمول شیمیایی C9H8 یک ترکیب شیمیایی با شناسه پاب‌کم ۷۲۱۹ است. که جرم مولی آن ۱۱۶٫۱۶ گرم بر مول می‌باشد.